# Podspadzkie Siodło
Podspadzkie Siodło (ok. 1100 m) – płytka przełęcz w grani głównej Tatr pomiędzy Małym Przysłopem (ok. 1165 m) a Długim Wierchem (ok. 1128 m) na północnej stronie Tatr Bielskich. Jest ostatnią przełęczą grani głównej, leżącą w całości na terenie Tatr. Jej południowo-zachodnie stoki opadają do Doliny Czarnego Potoku, po wschodniej stronie przełęczy leży Dolina Średnicy. Administracyjnie zlokalizowana jest na terenie słowackiej miejscowości Zdziar. Na przełęcz prowadzi droga gruntowa, będąca drogą wewnętrzną TANAP. Siodło jest jednak niedostępne dla turystów, znajduje się bowiem na obszarze ochrony ścisłej TANAP-u.
Nazwa przełęczy związana jest z położoną 3 km na wschód miejscowością Podspady, będącą obecnie osiedlem wsi Jaworzyna Spiska.
Niektórzy uznają Podspadzkie Siodło za granicę między Tatrami a Rowem Podtatrzańskim, jednak zgodnie z przyjętymi przez większość geografów granicami mezoregionów przełęcz ta znajduje się w całości w Tatrach, Tatry od Magury Spiskiej oddziela położona bardziej na północ Zdziarska Przełęcz.
W Wielkiej Encyklopedii Tatrzańskiej Podspadzkie Siodło ma nazwę Średnica, a Długi Wierch to Wierch Średnica.